# Usurpator
Usurpator är en person som med våld tillskansar sig något, till exempel makten i ett land.
I Sverige fick på sin tid Karl IX detta tillmäle då han hade vunnit Sveriges krona i avsättningskriget mot Sveriges legitime kung Sigismund.

## Källförteckning
1. ↑  ”usurpator | svenska.se”. https://svenska.se/tre/?sok=usurpator&pz=1. Läst 12 april 2024.
2. ↑  Ekblom, Vilhelm (12 juni 1839). Underhandlingar emellan Henrik IV av Frankrike och Karl IX av Sverige. http://diva-portal.org/smash/get/diva2:802984/FULLTEXT01.pdf. Läst 12 april 2024